# Ramelot
Pour l’article homonyme, voir Pierre Ramelot.
Ramelot (en wallon Ramlot) est une section de la commune belge de Tinlot située en Région wallonne dans la province de Liège. C'était une commune à part entière avant la fusion des communes de 1977.

## Géographie

### Description
Le village est situé sur un tige (élévation) du Condroz et forme avec son château, ses bois, ses prés un ensemble pittoresque où habitations en pierre calcaire et en moellons de grès se succèdent.

## Démographie
- Sources:INS, Rem:1831 jusqu'en 1970=recensements, 1976= nombre d'habitants au 31 décembre

## Patrimoine et culture

### Patrimoine architectural
Les découvertes archéologiques gallo-romaines rappellent que nous sommes ici à proximité de la chaussée romaine de Metz à Tongres qui traversait la localité du sud au nord. Le tumulus de Ramelot en est un témoignage.
Ramelot dépendit longtemps du Duché de Luxembourg.
La haute tour de l'église Notre-Dame est peut-être d'origine romane et contient quelques œuvres de grande valeur.
Le château, datant du XVIIe siècle, fut la propriété de Mathias-Guillaume de Louvrex.
Trois tilleuls remarquables sont présents à Ramelot :
- le tilleul de Ramelot, au bord de la chaussée romaine, classé depuis 1973,
- le tilleul devant l'église Notre-Dame,
- le tilleul du tumulus de Ramelot.